# James Sie
James Sie (Summit, 18 dicembre 1962) è un attore statunitense di origine cinese.
È conosciuto per aver doppiato Scimmia nella serie animata Kung Fu Panda - Mitiche avventure e per essere anche la voce di Jackie Chan e del drago demoniaco Shendu nella serie animata Le avventure di Jackie Chan.

## Filmografia
- Back to the Sea – Cook Liu
- Crisis Core: Final Fantasy VII Reunion – Hojo
- Final Fantasy VII Remake – Hojo
- Stai fresco, Scooby-Doo! – Pemba
- Ghost World – Steven
- Hellboy - La spada maledetta – voci addizionali
- Hero – Broken Sword (doppiaggio inglese)
- Streghe - venditore di scarpe
- L'era glaciale 2 - Il disgelo – Freaky Male
- Kung Fu Panda - I segreti della pergamena – Scimmia
- U.S. Marshals - Caccia senza tregua – Vincent Ling
- Avatar - La leggenda di Aang – commerciante di cavoli

## Doppiatori italiani
Nelle versioni in italiano dei suoi lavori, Leo Howard è stato doppiato da:
- Pierluigi Astore ne L'invincibile Iron Man

Da doppiatore è stato doppiato da:
- Mirko Mazzanti in Le avventure di Jackie Chan
- Giorgio Paoni in Fancy Nancy